# トリメシン酸
トリメシン酸は、化学式C9H6O6で表される有機化合物である。ベンゼン環の1、3、5位にカルボン酸が結合している構造から、1,3,5-ベンゼントリカルボン酸とも称する。

## 構造と性質
トリメシン酸は、平面上の分子構造を持つ安息香酸誘導体の一つである。p-ヒドロキシピリジンと混合することにより、95℃まで安定した水性のゲルを形成する。広い一次元チャンネルを有する水素結合ネットワークにおいて、水から結晶化する。